# Krete (Mythologie)
Krete (altgriechisch Κρήτη Krḗtē) ist in der griechischen Mythologie die namengebende Nymphe der Insel Kreta.
Die Überlieferungslage in der griechischen Literatur ist verwirrend und zeigt ein teilweise widersprüchliches Bild: Nach Dosiadas war sie die Tochter einer der Hesperiden, Stephanos von Byzanz hielt sie selbst für eine Hesperide. Die Bibliotheke des Apollodor nennt sie Tochter des Asterios und Frau des Minos, an einer anderen Stelle aber Tochter des Deukalion und Schwester des Idomeneus. Diodor nennt sie einerseits Tochter eines der Koureten, die den ägyptischen Gott Ammon heiratete, während er Zuflucht auf Kreta suchte und andererseits von Helios Mutter der Pasiphae. Das Etymologicum magnum erwähnt sie als Nymphe, Schwester der Aia und schließlich nennt sie Claudius Aelianus Mutter des Kar, den sie mit Zeus zeugte. 
Die Nymphe wird zur Personifikation der Insel Kreta und ist als solche auch auf antiken Denkmälern dargestellt.